# Kavajë
Kavajë là một đô thị trong quận Kavajë thuộc hạt Tirana, Albania. Dân số năm 2005 là 24817 người.